# Mogg/Way

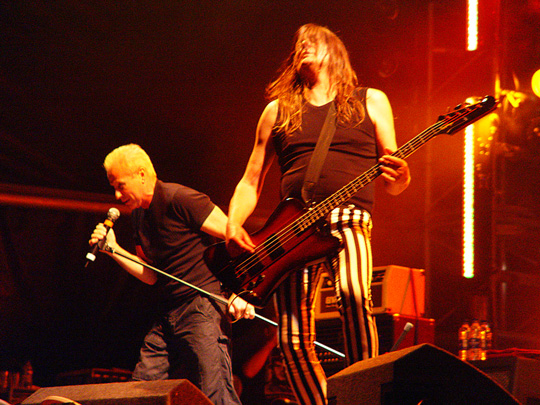
Phil Mogg y Pete Way

Mogg/Way fue un proyecto musical liderado por los músicos Pete Way (bajo) y Phil Mogg (voz), ambos músicos fundadores de la agrupación inglesa UFO.

## Carrera
La agrupación grabó dos discos de estudio, Edge of the World en 1997 y Chocolate Box en 1999, ambos conservando un estilo de Hard Rock y Heavy Metal similar al de la agrupación UFO. Mogg actualmente es el vocalista de la banda UFO, mientras que Way ha participado en varios proyectos en los últimos años, entre los que se incluyen la banda de Michael Schenker, Waysted y Fastway. 

## Discografía
- Edge of the World (1997)
- Chocolate Box (1999)